# Pasieka-Dworczany
Pasieka-Dworczany (biał. Пасека-Дварчаны; ros. Пасека-Дворчаны) – wieś na Białorusi, w obwodzie grodzieńskim, w rejonie werenowskim, w sielsowiecie Zabłoć, przy granicy z Republiką Litewską.
Dawniej dwie oddzielne miejscowości. W dwudziestoleciu międzywojennym leżały w Polsce, w województwie nowogródzkim, w powiecie lidzkim, w gminie Zabłoć.